# Bauvin

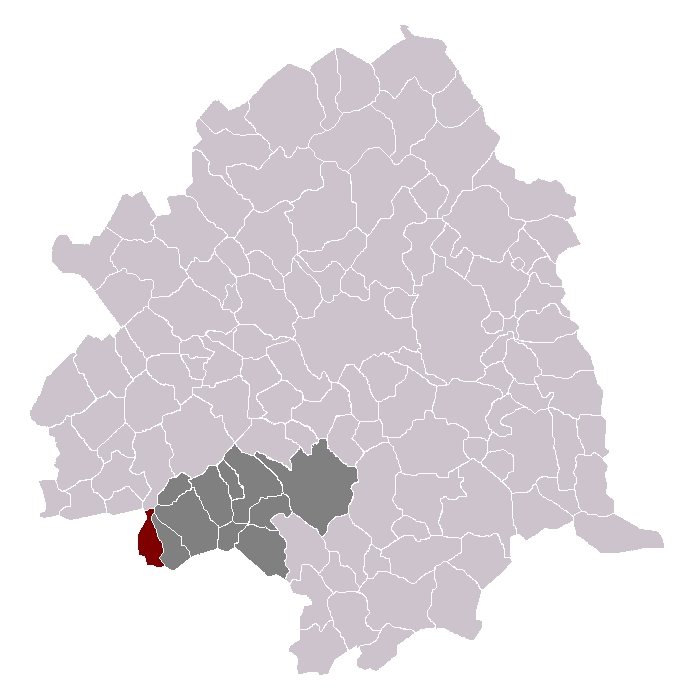
Localització de Bauvin

Bauvin és un municipi francès, situat a la regió dels Alts de França, al departament del Nord. L'any 2006 tenia 5.322 habitants. Limita al nord amb Sainghin-en-Weppes, al nord-est amb Annœullin, a l'est amb Provin, al sud amb Meurchin, al sud-oest amb Wingles i a l'oest amb Billy-Berclau

## Demografia
| 1962                                       | 1968  | 1975  | 1982  | 1990  | 1999  | 2006  |
| ------------------------------------------ | ----- | ----- | ----- | ----- | ----- | ----- |
| 4.018                                      | 3.972 | 3.835 | 4.356 | 5.444 | 5.338 | 5.322 |
| Des de 1962: població sense dobles comptes |       |       |       |       |       |       |

## Administració
| Període   | Identitat            | Partit |
| --------- | -------------------- | ------ |
| 1977-2001 | Gérard Boussemart    | PS     |
| 2001-     | Louis-Pascal Lebargy |        |